# Eutropis macularia
Espèce
Synonymes
- Euprepes macularius Blyth, 1853
- Euprepes rufescens Günther, 1864
- Euprepes brevis Günther, 1875
- Euprepes macularius var. subunicolor Blanford, 1879
- Lygosoma dawsoni Annandale, 1909
- Mabuya allapallensis Schmidt, 1926
- Eutropis allapallensis (Schmidt, 1926)
- Mabuya macularia quadrifasciata Taylor & Elbel, 1958
- Mabuya macularia postnasalis Taylor & Elbel, 1958
- Mabuya macularia malcolmi Taylor & Elbel, 1958
- Mabuya macularia (Blyth, 1853)

Eutropis macularia est une espèce de sauriens de la famille des Scincidae.

## Répartition
Cette espèce se rencontre :
- au Pakistan ;
- en Inde ;
- au Népal ;
- au Bhoutan ;
- au Sri Lanka ;
- au Bangladesh ;
- en Birmanie ;
- en Thaïlande ;
- au Laos ;
- au Cambodge ;
- au Viêt Nam ;
- dans le nord de la Malaisie péninsulaire.

## Liste des sous-espèces
Selon The Reptile Database (25 septembre 2012) :
- Eutropis macularia macularia (Blyth, 1853)
- Eutropis macularia malcolmi (Taylor & Elbel, 1958)
- Eutropis macularia postnasalis (Taylor & Elbel, 1958)
- Eutropis macularia quadrifasciata (Taylor & Elbel, 1958)

## Galerie

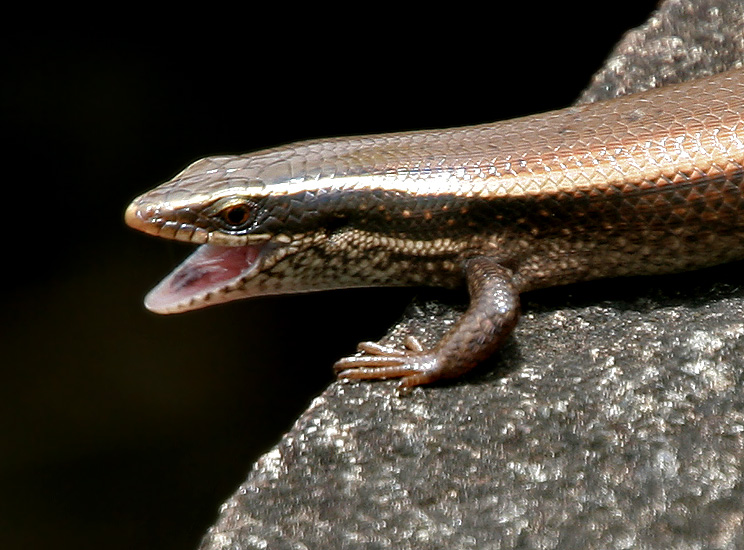
Eutropis macularia.
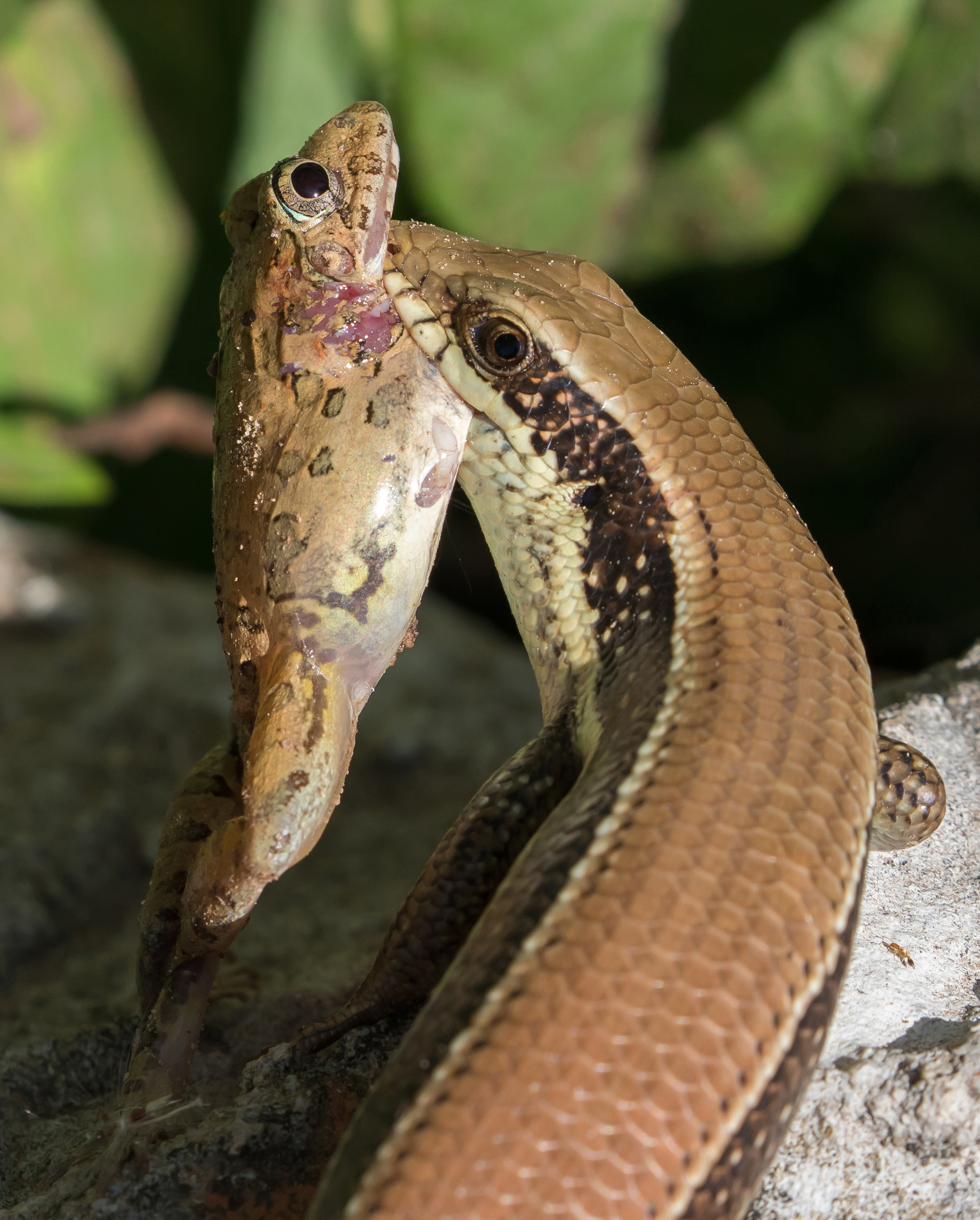
Eutropis macularia mangeant une grenouille au Laos.
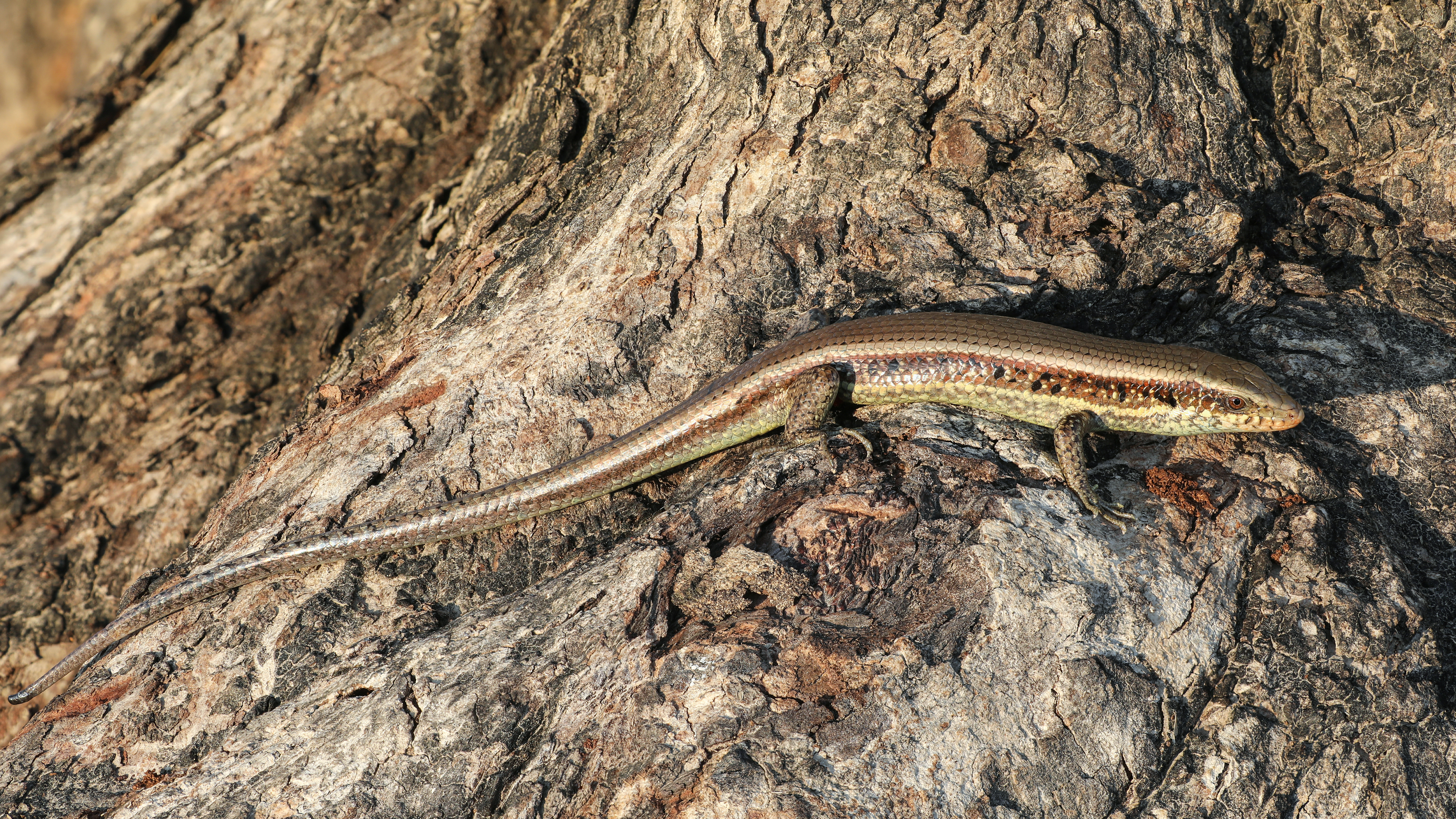
Eutropis macularia sur un tronc d'arbre, au Laos.

## Publications originales
- (en) Blyth, 1854 "1853" : Notices and descriptions of various reptiles, new or little-known. Journal of the Asiatic Society of Bengal, vol. 22, p. 639–655 (texte intégral).
- (en) Taylor & Elbel, 1958 : Contribution to the herpetology of Thailand. University of Kansas Science Bulletin, vol. 38, no 2, p. 1033-1189 (texte intégral).